# Karel Hess
Karel Hess (7. září 1911 – 1947), někdy uváděný jako Karel Hes, byl český fotbalista, útočník, československý reprezentant.

## Sportovní kariéra
Za československou reprezentaci odehrál 5 utkání, a to v letech 1933–1934. Do listiny střelců se nezapsal.
Mistr Československa z roku 1932, titul získal se Spartou Praha. Hrál i za Viktorii Plzeň, v Židenicích a řadu let ve Francii.